# Slightly Mad Studios
Slightly Mad Studios Ltd. (SMS) es una empresa desarrolladora de videojuegos británica cuya sede se encuentra en Londres, Inglaterra. Sus títulos son principalmente videojuegos basados en carreras.

## Historia
El 12 de enero de 2009, la compañía adquirió los negocios y activos de Blimey! Games. En septiembre de 2009, Slightly Mad Studios lanzó Need for Speed: Shift con Electronic Arts. La compañía utiliza una estructura de desarrollo distribuida, con desarrolladores que viven en todo el mundo y trabajan de forma remota.
Slightly Mad fue clasificado como el 17º desarrollador más exitoso en la lista Develop 100 para 2010.
El repertorio de desarrollo de Slightly Mad Studios está compuesto únicamente por varios  juegos de carreras y  simuladores. En 2017, Slightly Mad Studios lanzó la secuela de su simulador de carreras basado en la comunidad Project CARS. Este título se desarrolló utilizando el desarrollo basado en la comunidad, las pruebas pre-alfa y la financiación, en un intento de evitar los costos normales de publicación. Este fue el primer título de una serie de juegos desarrollados de manera similar, y el proceso ahora se conoce como "World of Mass Development", o WMD.[cita requerida]
El 2 de enero de 2019, el CEO y fundador de Slightly Mad Studios, Ian Bell, anunció a través de Twitter que la compañía crearía su propia consola de videojuegos, que se llamará  Mad Box  . Bell afirmó que la consola sería "la consola más poderosa jamás construida", y dijo que sería capaz de ejecutar juegos a resolución 4K, hasta 120  FPS, y admitirá La mayoría de los auriculares Realidad virtual a 60 FPS por ojo. Se considera que la consola debería ser equivalente a una "PC muy rápida dentro de 2 años". La compañía estimó que la consola se lanzaría en 2022. Además de su consola, Bell anunció que la compañía daría a los desarrolladores acceso gratuito a su motor de juego patentado para desarrollar juegos para su consola. La compañía actualmente no tiene la intención de tener títulos exclusivos para su consola.
El 25 de mayo de 2019 se anunció que el próximo título de carreras  Automobilista 2  desarrollado por Reiza Studios utilizará el motor Madness desarrollado por Slightly Mad Studios y utilizado por Project CARS 2.
Slightly Mad Studios fue adquirida por Codemasters, uno de los principales desarrolladores y editores de juegos de carreras, en noviembre de 2019 por aproximadamente US$30 millones. Esto incluye los derechos de los títulos Project CARS y un juego aún anunciado.

## Videojuegos
| Año  | Juego                              | Distribuidor                            |
| ---- | ---------------------------------- | --------------------------------------- |
| 2009 | Need for Speed: Shift              | Electronic Arts                         |
| 2011 | Shift 2: Unleashed                 | Electronic Arts                         |
| 2012 | Test Drive: Ferrari Racing Legends | Rombax Games                            |
| 2015 | Project CARS                       | Slightly Mad Studios Bandai Namco Games |
| 2016 | Red Bull Air Race: The Game        | Wing Racers Sports Games                |
| 2017 | Project CARS 2                     | Bandai Namco Entertainment              |
| 2020 | Fast & Furious Crossroads          | Bandai Namco Entertainment              |
| 2020 | Project CARS 3                     |                                         |
| 2021 | Project CARS GO                    | Slightly Mad Studios                    |
| TBA  | World of Speed                     | Mad Dog Games                           |